# 鳴鳳駅
鳴鳳駅（ミョンボンえき）は、大韓民国全羅南道宝城郡にある韓国鉄道公社（KORAIL）慶全線の駅である。

## 駅構造
- 島式ホーム1面2線の地上駅。

## 歴史
- 1930年12月25日 - 普通駅として営業開始[1]。

## 隣の駅
韓国鉄道公社
慶全線
宝城駅 - (広谷駅) - 鳴鳳駅 - 梨陽駅